# Polícia dos Guetos Judeus

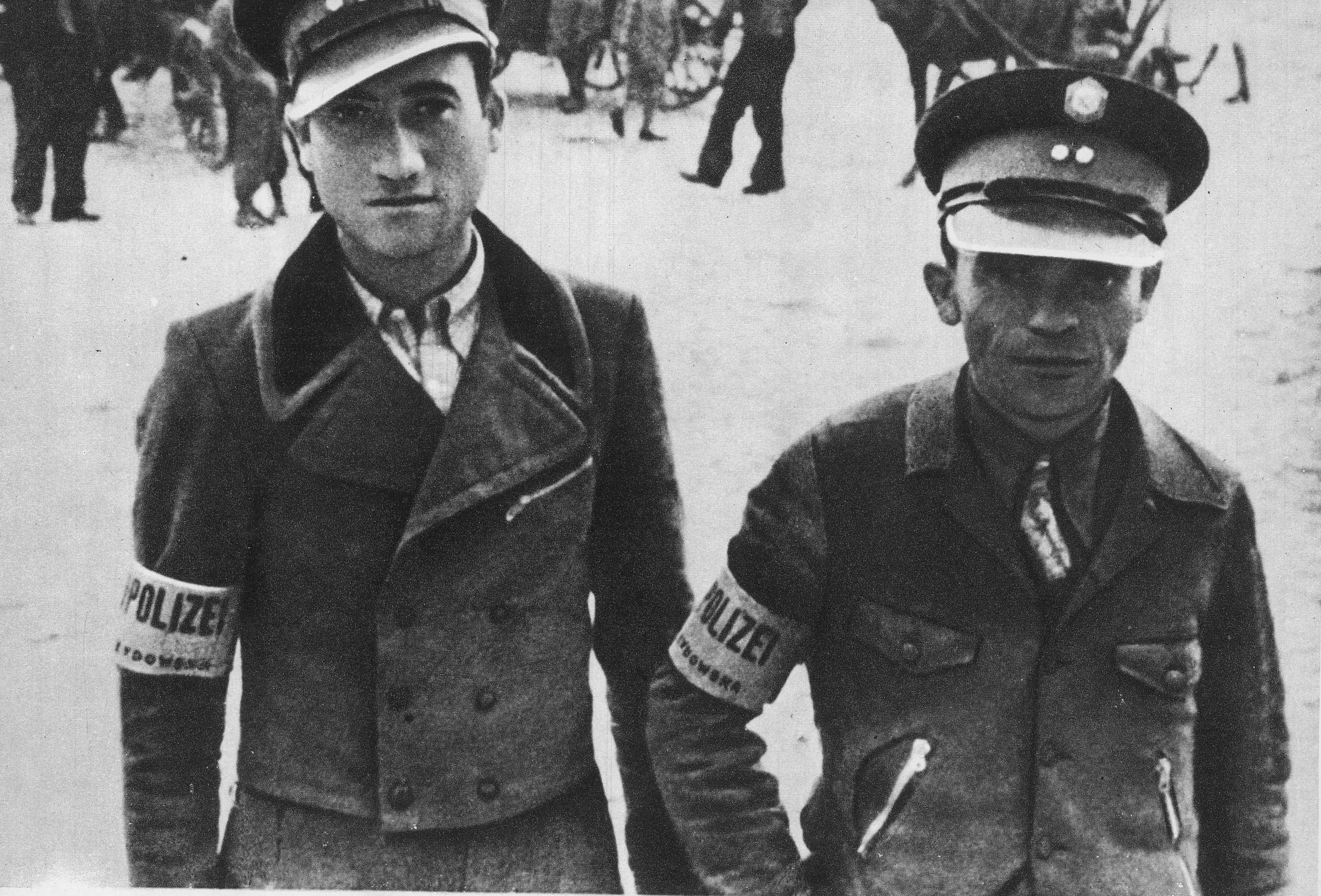
Polícias judeus em Węgrów na Polónia.

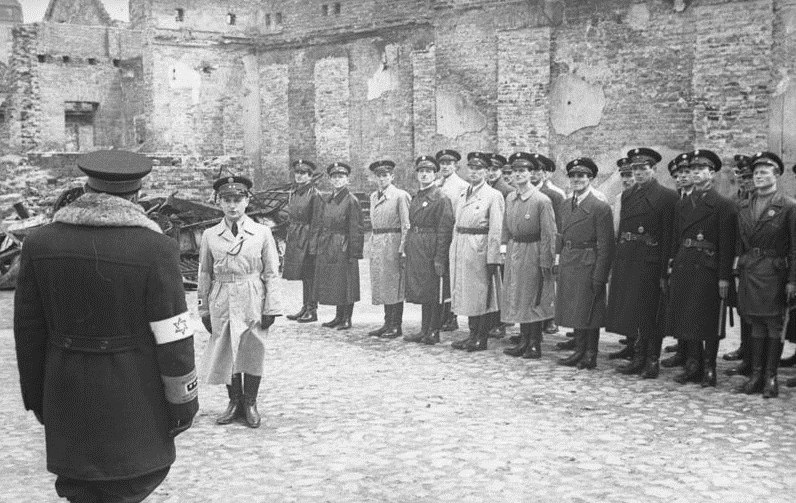
Polícia dos Guetos Judeus no Gueto de Varsóvia, Maio de 1941

A Polícia dos Guetos Judeus ou Serviço Policial Judeu (em alemão:  Jüdische Ghetto-Polizei ou Jüdischer Ordnungsdienst), também designada por Polícia Judaíca pelos judeus, eram unidades de polícia auxiliar organizadas dentro dos guetos das regiões da Europa de Leste ocupadas pela Alemanha por conselhos de Judenrat locais sob a autoridade imposta pelos ocupantes nazis.

## Visão geral

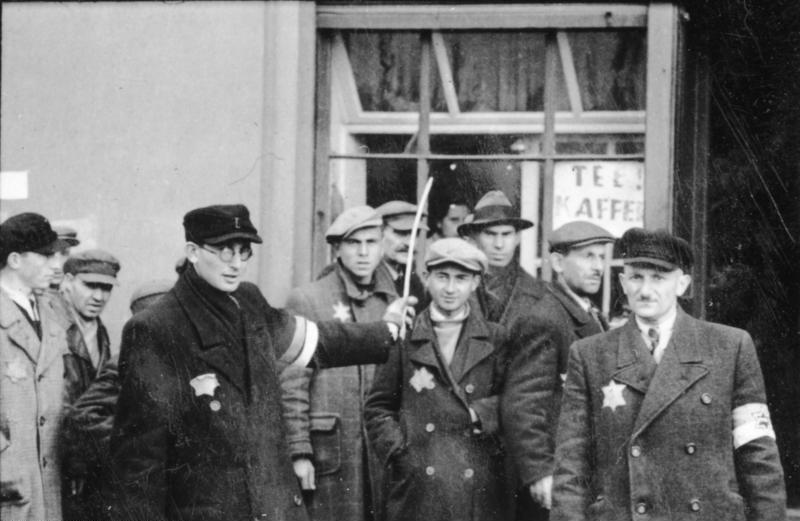
Polícia judeus no Gueto de Łódź na Polónia, 1940

De início, os membros da Jüdischer Ordnungsdienst não tinham uniformes oficiais, usando em vez deles apenas uma banda de braço identificadora, um boné e um crachá, e não podiam estar armados com armas de fogo, apesar de possuírem bastões. A sua função principal, definida pelos alemães, era garantir a deportação de outros judeus para os campos de concentração, mas, nos guetos, o seu trabalho abrangia todas as formas de ordem pública.
OsJüdischer Ordnungsdienst eram recrutados de dois grupos distintos, que deviam seguir as ordens dos alemães. O primeiro era composto por advogados judeus, quase todos recrutados pelo comandante-delegado Jakub Lejkin, mais tarde morto pela resistência judaica. O segundo, era um grupo de maior dimensão e com membros com actividades criminosas; os seus elementos eram recrutados de grupos de crime organizado judaico de antes da guerra. O primeiro comandante do gueto de Varsóvia foi Józef Szeryński, um tenente-coronel judeu da polícia polaca, anterior à guerra. Ele alterou o seu nome para Szenkman e desenvolveu uma postura anti-semítica. Szerynski escapou a uma tentativa de assassinato levada a cabo por um membro da polícia judaica, Yisrael Kanal, que trabalhava para a Organização de Combate Judaica. Nos guetos onde os Judenrat eram resistentes  às ordens dos alemães, a polícia judaica era utilizada com regularidade (como referido em Lutsk) para controlar ou substituir o conselho.

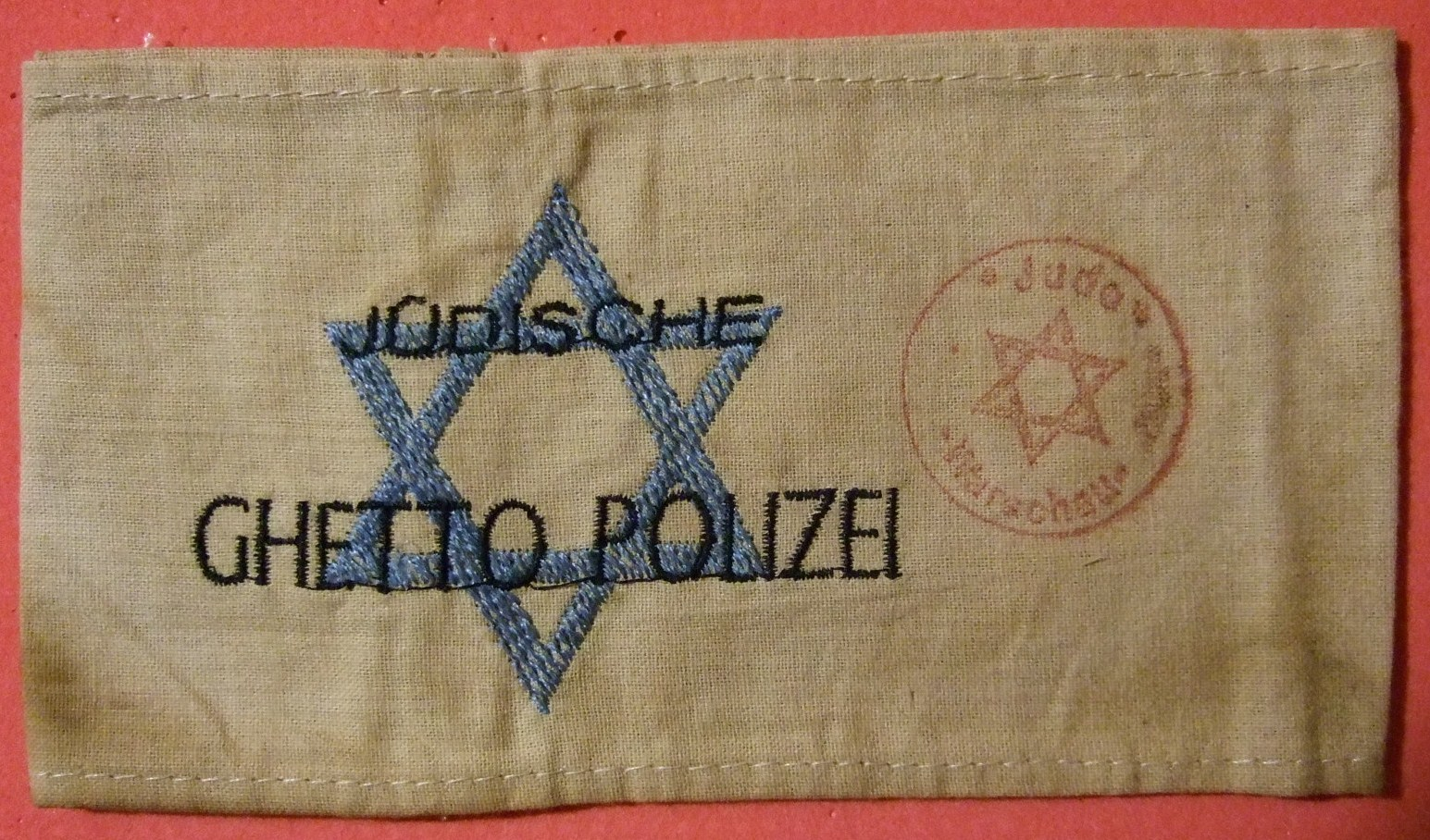
Banda usada pela polícia dos guetos judeus no gueto de Varsóvia

Os elementos criminosos da Ordnungsdienst rapidamente dominaram várias áreas da vida nos guetos, em particular o transporte de pessoas e bens. Adicionalmente, existia um departamento secreto, Secção 13, conhecido como "Gestapo Judaica". Era especializada na busca por judeus fora das paredes dos guetos, tal como os seus ajudantes polacos.
Uma das maiores unidades de polícia operava no gueto de Varsóvia, onde os Jüdischer Ordnungsdienst chegavam a 2500. O gueto de Łódź tinha cerca de 1200, e o de Lviv 500.
A história dos judeus polacos e o arquivista do Gueto de Varsóvia, Emanuel Ringelblum, descrevem a crueldade da polícia dos guetos como "por vezes maior do que a dos alemães, dos ucranianos e dos letões."
O destino final desta polícia acabou por ser o mesmo do que de todos os outros judeus dos guetos. Depois da liquidação dos guetos (1942-1943), uns foram mortos no local e outros enviados para campos de extermínio. Contudo, alguns dos criminosos mais activos, em particular os da rede de Zagiew, terão sobrevivido à guerra.